# 弗赖恩奥拉
弗赖恩奥拉是德国图林根州的一个市镇。总面积6.81平方公里，总人口329人，其中男性153人，女性176人（2011年12月31日），人口密度48人/平方公里。